# Anthomyia lindigii
Anthomyia lindigii är en tvåvingeart som beskrevs av Ignaz Rudolph Schiner 1868. Anthomyia lindigii ingår i släktet Anthomyia och familjen blomsterflugor. Inga underarter finns listade i Catalogue of Life.